# Valimai
Pour plus de détails, voir Fiche technique et Distribution.
Valimai est un thriller indien en langue tamoule écrit et réalisé par H. Vinoth,  et produit par Boney Kapoor sous Bayview Projects LLP en collaboration avec Zee Studios, en tant que coproducteur et distributeur. Le film met en vedette Ajith Kumar, Karthikeya, Huma Qureshi et Gurbani Judge. La musique du film est composée par Ghibran et les chansons sont composées par Yuvan Shankar Raja. La cinématographie est réalisée par Nirav Shah et le montage par Vijay Velukutty. Il tourne autour d’Arjun, un policier, qui est chargé de traquer un groupe de motards hors-la-loi à la suite de leur implication dans des crimes odieux.
Ce film marquait la deuxième collaboration entre Ajith, Vinoth et Kapoor après Nerkonda Paarvai (2019). Vinoth a écrit le script à la mi-2018, mais Ajith l’a d’abord refusé et lui a demandé de travailler dessus plus tard. L’idée a ensuite été lancée en janvier 2019 avec Kapoor acceptant de financer le projet et a été lancée officiellement à la mi-octobre 2019, annonçant également son titre. La photographie principale a commencé en décembre 2019 à Hyderabad et s’est achevée en février 2021, indépendamment de la perturbation de la production en raison de la pandémie de COVID-19. Une grande partie du film a été tournée à travers Chennai et Hyderabad, en plus de quelques séquences en Russie, qui ont été tournées fin août et début septembre 2021.
Le film a été dans les nouvelles pendant longtemps, en raison de la persuasion des fans à lancer une mise à jour concernant le projet, conduisant à une campagne nommée #ValimaiUpdate, qui a influencé le sport, la politique et d’autres événements. Il a finalement conduit à être répertorié comme l’un des films tamouls les plus attendus selon les circuits commerciaux.  Après avoir été retardé à plusieurs reprises, en raison des restrictions en cours sur la pandémie de COVID-19 en Inde, le film est sorti dans le monde entier le 24 février 2022 et a reçu des critiques mitigées de la part des critiques et du public.

## Synopsis
À Chennai, un gang de motards hors-la-loi connu sous le nom Satan's Slave est impliqué dans de nombreux rackets, trafics de drogue, vols à l'arraché et meurtres. Il est dirigé par Naren alias Wolfranga. L'augmentation descrimes devenant incontrôlable, le commissaire attribue cette affaire à l'agent Arjun Kumar.

## Fiche technique
- Titre original : Valimai
- Réalisation : H. Vinoth
- Scénario : H. Vinoth
- Photographie :  Nirav Shah
- Décors :
- Costumes : Anu Vardhan
- Montage : Vijay Velukutty
- Musique : Yuvan Shankar Raja
- Production : Boney Kapoor
- Société de production :Bayview  Projects LLP, Zee Studios
- Société de distribution : Friday Entertainment, Zee Studio, Romeo Pictures, Gopuram Cinémas
- Pays de production :  Inde
- Budget : 150 Crores
- Langue originale : tamoul
- Format : couleur — 2,35:1
- Genre : Action, policier et thriller
- Durée : 178 min
- Dates de sortie :
  - France : 23 février 2022
  - Inde : 23 février 2022

## Distribution
- Ajith Kumar : Arjun IPS
- Huma Qureshi : Sophia
- Kartikeya Gummakonda : Naren a.k.a Wolfranga
- Gurbani
- Sumithra
- Yogi Babu